# Petencito (Centro de Educación Ambiental y Vida Silvestre)

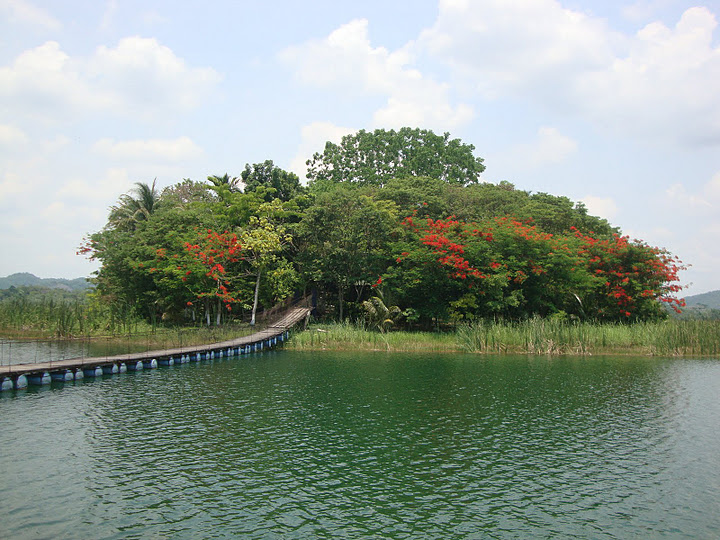
Isla de Petencito.

Petencito (Centro de Educación Ambiental y Vida Silvestre) es un parque zoológico público que se encuentra ubicado en Flores (Petén), en la República de Guatemala. 
Se puede disfrutar de un ambiente agradable, con un clima cálido húmedo, y el visitante encuentra una gran diversidad de animales, plantas, árboles que se encuentran en peligro de extinción, y también monumentos arqueológicos de la cultura maya.
Petencito es propiedad de la Universidad de San Carlos de Guatemala.  
Su misión es de conservar, recuperar y garantizar un uso adecuado del patrimonio natural y cultural del área de conservación de Petencito, trabajando conjuntamente con la sociedad civil en la preservación, el control y el manejo de los recursos naturales.

## Historia
Fue creado por la Empresa de Fomento y Desarrollo de Petén FYDEP en 1979 con el objetivo de exponer especies silvestres regionales que eran decomisadas por la policía nacional y se resguardaban después en el FYDEP, que inicia su trabajo en 1982 en el zoológico, exponiendo cantidad pequeña de diferentes especies, siendo la atracción del lugar el jaguar.
En 1989 es liquidado el FYDEP, y el zoológico queda adjudicado a la municipalidad de Flores, que no tenía presupuesto para su mantenimiento. Por tal razón, fue cedido el 17 de febrero de 1992 a la Universidad de San Carlos de Guatemala con un convenio de 25 años entre la Municipalidad de Flores para que lo administrara la Facultad de Veterinaria y es entonces cuando el zoológico cambia su nombre por el de Centro de Educación Ambiental y Vida Silvestre Petencito; a partir de 1997 inicia a administrarlo el Centro Universitario de Petén.

## Suelo
Petencito cuenta con diferentes recursos hídricos como lo son el lago Petén Itzá, la serie de suelos Yaxhá. También existen tres lagunas: laguna Yalnon, Yachul y La Guitarra. Son cuerpos de agua en los que existen diferentes especies de peces, y además reptiles como el cocodrilo pantanero y otros animales acuáticos.

## Flora

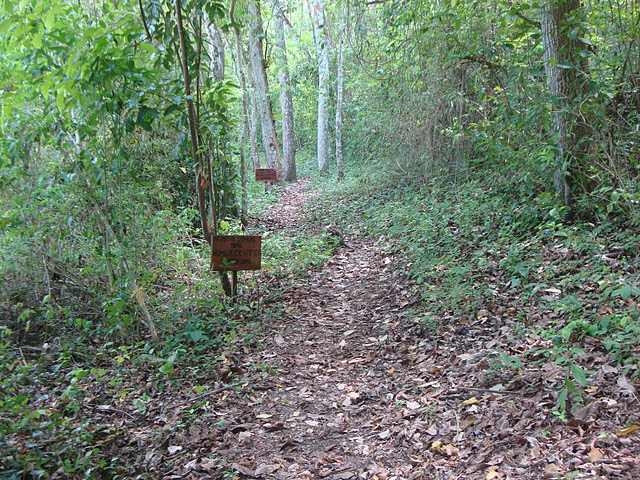
Sendero interpretativo en Petencito.

En Petencito se pueden enseñar al visitante los nombres comunes de los árboles y a qué familia pertenecen conjuntamente con nombres científicos.
- Astronium graveolens (Jobillo)
- Metopium brownei (Chechén negro)
- Annona squamosa (Anona silvestre)
- Sendrophanax arborium (Mano de león)
- Pseudobombax ellipticum (Doncella)
- Bursera simaruba (Indio desnudo)
- Protium copal (Copal)
- Terminalia amazonia (Naranjo)
- Quercus eloides (Roble)
- Clusia sp. (Mata palo)
- Ocotea dendrophanes (Aguacatillo)
- Persa americana (Agua)
- Caesalpinia velutina (Chaltecoco)
- Swartzia lundellii (Llora sangre)
- Dalbergia cubilquitzansis (Granadillo)
- Byrsonima crassifolia (Nance)
- Cedrela odorata (Cedro amargo)
- Swietenia macrophylla (Caoba)
- Cecropia peltata (Gua rumo)
- Pseudolmedia spuria (Manax)
- Brosimum alicastrum (Ramón blanco)
- Trophis racemosa (Ramón colorado)
- Eugenia capuli (Chilonche)
- Eugenia paplensis (Guayabillo)
- Alseis yucatanensis (Palo son)
- Guetrda comsi (Testap)
- Zantoxylum saponaria (Jaboncillo)
- Matayba opositifolia (Sacuallon)
- Chrysophyllum cainito (Caimito)
- Lucuma durlandi (Sapotillo)
- Manilkara zapota (Chicle, chico zapote)
- Sinderoxylon amigdalinum (Silillon)
- Pouteria sapota (Zapote)

## Fauna
Dentro de las 291 hectáreas hay gran diversidad de animales:
- Dermatemys mawii (Tortuga blanca);
- Trachemys scripta (Tortuga jicotea);
- Staurotypus triporcatus (Tortuga tres filos);
- Rhinoclemmys aerolata (Tortuga mojina);
- Chelydra serpentina (Tortuga madre lagarto);
- Crocodylus moreletii (Cocodrilo pantanero);
- Ramphastos sulfuratus (Tucán piquiverde);
- Ortalis vetula (Chachalaca);
- Crax rubra (Faisán o pajuil);
- Pionus senilis (Cotorra cabeza blanca);
- Amazona farinosa (Loro de frente azul);
- Amazona autumnalis (Loro de frente roja);
- Ara macao (Guacamaya);
- Leopardus wiedii (Tigrillo);
- Leopardus pardalis (Ocelote);

- Puma concolor (Puma);
- Panthera onca (Jaguar);
- Galictis vittata (Grisón);
- Procyon lotor (Mapache);
- Potos flavus (Micoleón);
- Ateles geoffroyi (Mono araña);

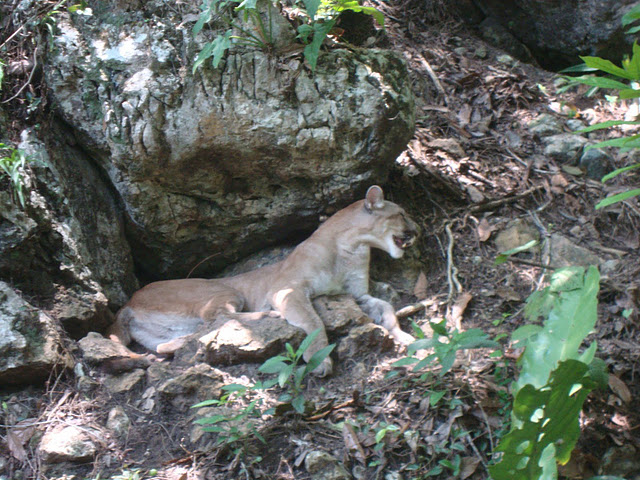
Puma en descanso en una de las cuevas de Petencito.

- Tayassu pecari (Pecarí barbiblanco o jabalí);
- Tayassu tajacu (Cuche de monte o pecarí de collar).